# Festival di Cannes 2024

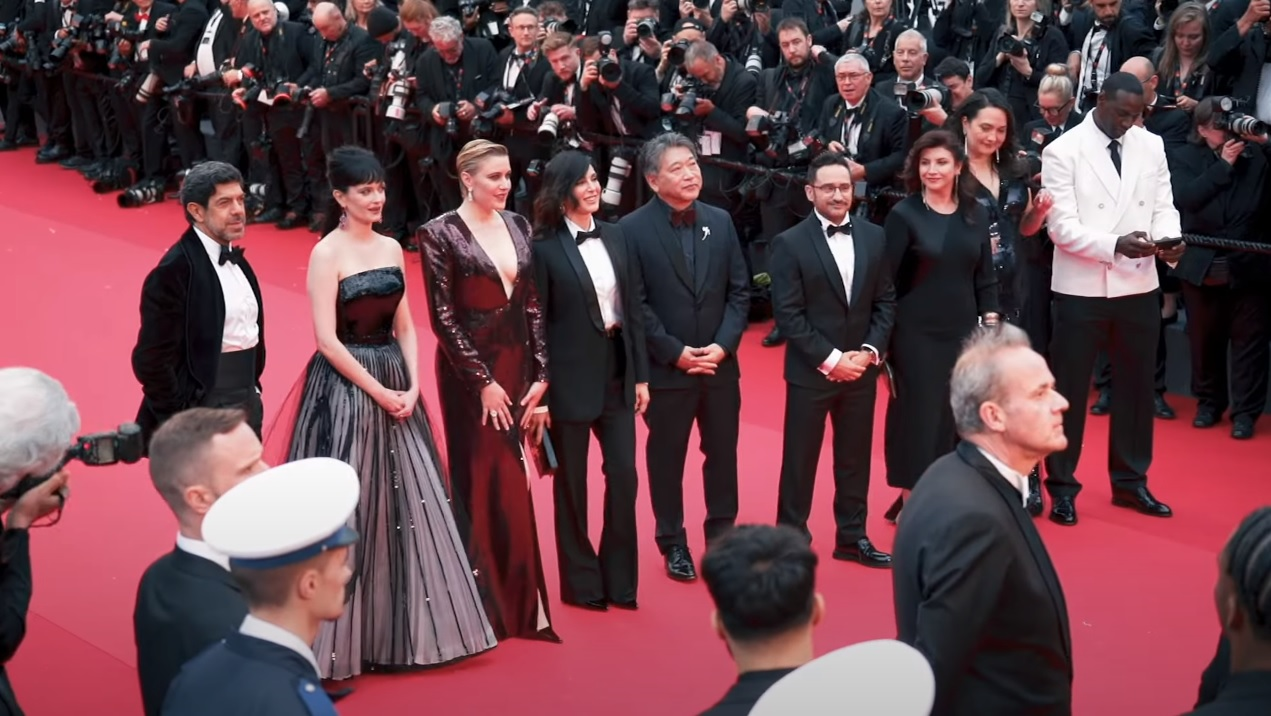
La giuria del Festival di Cannes 2024 sfila sul tappeto rosso

La 77ª edizione del Festival di Cannes si è svolta a Cannes dal 14 al 25 maggio 2024, inaugurata dalla proiezione de Le Deuxième Acte di Quentin Dupieux. La giuria internazionale del concorso, presieduta dalla regista, sceneggiatrice e attrice statunitense Greta Gerwig, ha assegnato la Palma d'oro ad Anora del connazionale di quest'ultima, Sean Baker.

## Selezione ufficiale
La lista dei lungometraggi componenti la selezione ufficiale del Festival è stata annunciata in conferenza stampa l'11 aprile 2024, con alcune aggiunte il 22 aprile, seguita dalla lista dei cortometraggi il 23 aprile:

### Concorso
- All We Imagine As Light - Amore a Mumbai (All We Imagine as Light), regia di Payal Kapadiya (India, Francia, Paesi Bassi, Lussemburgo, Italia)
- Anora, regia di Sean Baker (Stati Uniti d'America)
- The Apprentice - Alle origini di Trump (The Apprentice), regia di Ali Abbasi (Canada, Danimarca, Irlanda)
- Bird, regia di Andrea Arnold (Regno Unito, Francia)
- Diamant brut, regia di Agathe Riedinger (Francia)
- Il dono più prezioso (La Plus Précieuse des marchandises), regia di Michel Hazanavicius (Francia, Belgio)
- Emilia Pérez, regia di Jacques Audiard (Francia)
- Generazione romantica (Fēngliú yīdài), regia di Jia Zhangke (Cina)
- Grand Tour, regia di Miguel Gomes (Portogallo, Italia, Francia)
- Kinds of Kindness, regia di Yorgos Lanthimos (Irlanda, Regno Unito)
- L'amore che non muore (L'Amour ouf), regia di Gilles Lellouche (Francia)
- Limonov (Limonov: The Ballad), regia di Kirill Serebrennikov (Italia, Francia, Spagna)
- Marcello mio, regia di Christophe Honoré (Francia, Italia)
- Megalopolis, regia di Francis Ford Coppola (Stati Uniti d'America)
- Motel Destino, regia di Karim Aïnouz (Brasile, Francia, Germania)
- Oh, Canada - I tradimenti (Oh, Canada), regia di Paul Schrader (Stati Uniti d'America)
- Parthenope, regia di Paolo Sorrentino (Italia, Francia)
- Pigen med nålen, regia di Magnus von Horn (Danimarca, Polonia, Svezia)
- Il seme del fico sacro (Dāne-ye anjīr-e ma'ābed), regia di Mohammad Rasoulof (Iran, Germania, Francia)
- The Shrouds - Segreti sepolti (The Shrouds), regia di David Cronenberg (Canada, Francia)
- The Substance, regia di Coralie Fargeat (Regno Unito)
- Trei kilometri până la capătul lumii, regia di Emanuel Pârvu (Romania)

### Un Certain Regard
- Armand, regia di Halfdan Ullmann Tøndel (Norvegia, Paesi Bassi, Svezia, Germania)
- Black Dog (Gǒu zhèn), regia di Guan Hu (Cina)
- Boku no ohisama, regia di Hiroshi Okuyama (Giappone)
- I dannati (The Damned), regia di Roberto Minervini (Italia, Belgio)
- Flow - Un mondo da salvare (Straume), regia di Gints Zilbalodis (Lettonia, Francia, Belgio)
- Ljósbrot, regia di Rúnar Rúnarsson (Islanda, Paesi Bassi, Francia, Croazia) - film d'apertura della sezione[4]
- Niki, regia di Céline Sallette (Francia)
- Nūra, regia di Tawfiq al-Zayidi (Arabia Saudita)
- On Becoming a Guinea Fowl, regia di Rungano Nyoni (Irlanda, Regno Unito)
- Le Procès du chien, regia di Lætitia Dosch (Francia)
- Le Royaume, regia di Julien Colonna (Francia)
- Santoṣ, regia di Sandhya Suri (Regno Unito, Francia, Germania)
- September Says, regia di Ariane Labed (Irlanda, Regno Unito)
- The Shameless, regia di Konstantin Bojanov (Svizzera, Francia, Bulgaria, Taiwan)
- La storia di Souleymane (L'Histoire de Souleymane), regia di Boris Lojkine (Francia)
- Trong lòng đất, regia di Trương Minh Quý (Francia, Singapore, Paesi Bassi, Italia, Germania, Vietnam, Stati Uniti d'America)
- The Village Next to Paradise, regia di Mo Harawe (Austria, Germania, Francia, Somalia)
- Vingt Dieux, regia di Louise Courvoisier (Francia)

### Fuori concorso
- L'arte della gioia, regia di Valeria Golino – miniserie TV (Italia) - 1ª puntata[5]
- Il conte di Montecristo (Le Comte de Monte-Cristo), regia di Matthieu Delaporte e Alexandre de La Patellière (Francia)
- Le Deuxième Acte, regia di Quentin Dupieux (Francia) - film d'apertura
- Furiosa: A Mad Max Saga, regia di George Miller (Australia)
- Horizon: An American Saga - Capitolo 1 (Horizon: An American Saga - Chapter 1), regia di Kevin Costner (Stati Uniti d'America)
- Jiàngyuán nòng, regia di Peter Chan (Hong Kong, Cina)
- Voci di potere (Rumours), regia di Guy Maddin, Evan Johnson e Galen Johnson (Germania, Canada)

### Cannes Première
- C'est pas moi, regia di Leos Carax (Francia)
- Everybody Loves Touda, regia di Nabil Ayouch (Marocco, Francia)
- Maria, regia di Jessica Palud (Francia)
- L'orchestra stonata (En fanfare), regia di Emmanuel Courcol (Francia)
- Rendez-vous avec Pol Pot, regia di Rithy Panh (Cambogia, Francia)
- Le Roman de Jim, regia di Arnaud e Jean-Marie Larrieu (Francia)
- L'uomo nel bosco (Miséricorde), regia di Alain Guiraudie (Francia)
- Vivre, mourir, renaître, regia di Gaël Morel (Francia)

### Proiezioni speciali
- Apprendre, regia di Claire Simon – documentario (Francia)
- La Belle de Gaza, regia di Yolande Zauberman – documentario (Francia)
- Ernest Cole: Lost and Found, regia di Raoul Peck – documentario (Stati Uniti d'America)
- La misura del dubbio (Le Fil), regia di Daniel Auteuil (Francia)
- The Invasion, regia di Serhij Loznycja – documentario (Ucraina, Paesi Bassi)
- Lula, regia di Oliver Stone – documentario (Stati Uniti d'America)
- Nasty, regia di Tudor Giurgiu – documentario (Romania)
- Spectateurs, regia di Arnaud Desplechin (Francia)
- An Unfinished Film, regia di Lou Ye – documentario (Singapore, Germania)

#### Proiezioni di mezzanotte
- Beterang 2, regia di Ryoo Seung-wan (Corea del Sud)
- Le donne al balcone - The Balconettes (Les Femmes au balcon), regia di Noémie Merlant (Francia)
- Jiǔlóng Chéng Zhài zhī wéichéng, regia di Cheang Pou-soi (Hong Kong)
- The Surfer, regia di Lorcan Finnegan (Australia, Irlanda)

### Cortometraggi in concorso
- Amarela, regia di André Hayato Saito (Brasile)
- Les Belles Cicatrices, regia di Raphaël Jouzeau (Francia)
- Čovjek koji nije mogao šutjeti, regia di Nebojša Slijepčević (Croazia)
- Mau por um momento, regia di Daniel Soares (Portogallo)
- Ootidė, regia di Eglė Razumaitė (Lituania)
- Perfectly a Strangeness, regia di Alison McAlpine (Canada)
- Rrugës, regia di Samir Karahoda (Kosovo)
- Sanki yoxsan, regia di Azer Guliev (Azerbaigian)
- Tea, regia di Blake Rice (Stati Uniti d'America)
- Volcelest, regia di Éric Briche (Francia)
- Zài shuǐ yīfāng, regia di Viv Li (Cina)

### Cinéfondation
- Crow Man, regia di Yohann Abdelnour – Accademia libanese di belle arti (Libano)
- Bunnyhood, regia di Mansi Maheshwari – National Film and Television School (Regno Unito)
- The Chaos She Left Behind, regia di Nikos Kolioukos – Università Aristotele di Salonicco (Grecia)
- The Deer's Tooth, regia di Saif Hammash – Dar al-Kalima University (Palestina)
- Echoes, regia di Robinson Drossos – École nationale supérieure des arts décoratifs (Francia)
- Elevación, regia di Gabriel Esdras – Università di Guadalajara (Messico)
- Forest of Echoes, regia di Yoori Lim – Korea National University of Arts (Corea del Sud)
- In spirito, regia di Nicolò Folin – Centro sperimentale di cinematografia (Italia)
- It's Not Time for Pop, regia di Amit Vaknin – Università di Tel Aviv (Israele)
- Jiāng ài fàngzhú, regia di Xiwen Cong – Beijing Film Academy (Cina)
- Mauvais Coton, regia di Nicolas Dumaret – La Fémis (Francia)
- Out the Window Through the Wall, regia di Asya Segalovich – Columbia University (Stati Uniti d'America)
- Plevel, regia di Pola Kazak – Filmová akademie "Miroslava Ondříčka" v Písku (Repubblica Ceca)
- Praeis, regia di Dovydas Drakšas – London Film School (Regno Unito)
- Sunflowers Were the First Ones to Know..., regia di Chidananda S. Naik – Film and Television Institute of India (India)
- Terminal, regia di East Elliott – New York University (Stati Uniti d'America)
- Three, regia di Amie Song – Columbia University (Stati Uniti d'America)
- Withered Blossoms, regia di Lionel Seah – Australian Film Television and Radio School (Australia)

### Cannes Classics
- Les Années déclic, regia di Raymond Depardon (Francia, 1984)
- L'armata degli eroi (L'Armée des ombres), regia di Jean-Pierre Melville (Francia, Italia, 1969)
- Bona, regia di Lino Brocka (Filippine, 1980)
- Bye Bye Brasil, regia di Carlos Diegues (Brasile, Francia, Argentina, 1979)
- Campo Thiaroye (Camp de Thiaroye), regia di Ousmane Sembène e Thierno Faty Sow (Senegal, Algeria, Tunisia, 1988)
- E Johnny prese il fucile (Johnny Got His Gun), regia di Dalton Trumbo (Stati Uniti d'America, 1971)
- Gilda, regia di Charles Vidor (Stati Uniti d'America, 1946)
- Law and Order, regia di Frederick Wiseman (Stati Uniti d'America, 1969)
- Manthan, regia di Shyam Benegal (India, 1976)
- Napoleone (Napoléon), regia di Abel Gance (Francia, 1927) - ricostruzione 1ª parte (220 min ca.)
- Les Parapluies de Cherbourg, regia di Jacques Demy (Francia, 1964)
- Paris, Texas, regia di Wim Wenders (Germania Ovest, Francia, 1984)
- Quattro notti di un sognatore (Quatre nuits d'un rêveur), regia di Robert Bresson (Francia, Italia, 1971)
- Rosaura a las diez, regia di Mario Soffici (Argentina, 1958)
- La Rose de la mer, regia di Jacques de Baroncelli (Francia, 1947)
- Sbatti il mostro in prima pagina, regia di Marco Bellocchio (Italia, 1972)
- Scenarios, regia di Jean-Luc Godard – cortometraggio (Francia, 2024) - omaggio
- I sette samurai (Shichinin no samurai), regia di Akira Kurosawa (Giappone, 1954)
- Shànghǎi zhī yè, regia di Tsui Hark (Hong Kong, 1984)
- Sugarland Express (The Sugarland Express), regia di Steven Spielberg (Stati Uniti d'America, 1974)
- Tasio, regia di Montxo Armendáriz (Spagna, 1984)

### Cinéma de la Plage
- Una barca in giardino (Slocum et moi), regia di Jean-François Laguionie (Francia, Lussemburgo)

## Quinzaine des Cinéastes
La 56ª edizione della sezione parallela della Quinzaine des Cinéastes, si è svolta dal 16 al 27 maggio 2023, sotto la direzione artistica di Julien Rejl. In questa edizione è stato introdotto per la prima volta un premio del pubblico, dal valore di 7 500 €, sovvenzionato dalla Fondation Chantal Akerman. Sono stati presentati i seguenti film, annunciati il 16 aprile 2024:

### Lungometraggi
- Algo viejo, algo nuevo, algo prestado, regia di Hernán Rosselli (Argentina)
- À son image, regia di Thierry de Peretti (Francia)
- Báiyī cāng gǒu, regia di Chiang Wei-liang e You Qiao-yin (Taiwan, Singapore, Francia)
- Bakeneko anzu-chan, regia di Yōko Kuno e Nobuhiro Yamashita (Giappone)
- Christmas Eve in Miller's Point, regia di Tyler Taormina (Stati Uniti d'America)
- Eat the Night, regia di Caroline Poggi e Jonathan Vinel (Francia)
- Eephus, regia di Carson Lund (Stati Uniti d'America, Francia)
- Gazer, regia di Ryan J. Sloan (Stati Uniti d'America)
- Good One, regia di India Donaldson (Stati Uniti d'America)
- Los hiperbóreos, regia di Cristóbal León e Joaquín Cociña (Cile)
- Une langue universelle, regia di Matthew Rankin (Canada)
- Ma vie ma gueule, regia di Sophie Fillières (Francia) - film d'apertura[7]
- Namibia no sabaku, regia di Yōko Yamanaka (Belgio, Francia)
- Les Pistolets en plastique, regia di Jean-Christophe Meurisse (Francia) - film di chiusura[7]
- La Prisonnière de Bordeaux, regia di Patricia Mazuy (Francia)
- A queda do céu, regia di Eryk Rocha e Gabriela Carneiro da Cunha (Brasile, Italia, Francia)
- Šarq 12, regia di Hala Elkoussy (Egitto, Paesi Bassi)
- A savana e a montanha, regia di Paulo Carneiro (Portogallo, Uruguay)
- Sister Midnight, regia di Karan Kandhari (Regno Unito, India, Svezia)
- Vers un pays inconnu, regia di Mahdi Fleifel (Regno Unito, Francia, Germania, Grecia, Paesi Bassi, Qatar, Arabia Saudita, Palestina)
- Volveréis, regia di Jonás Trueba (Spagna, Francia)

### Proiezioni speciali
- Histoires d'Amérique: Food, Family and Philosophy, regia di Chantal Akerman (Belgio, 1989)

### Cortometraggi
- Après le soleil, regia di Rayane Mcirdi (Francia, Belgio, Algeria)
- Immaculata, regia di Kim Lêa Sakkal (Germania, Francia)
- O jardim em movimento, regia di Inês Lima (Portogallo)
- Les Météos d'Antoine, regia di Jules Follet (Francia)
- Một lần dang dở, regia di Nguyễn Trung Nghĩa (Vietnam)
- Nuestra sombra, regia di Agustina Sánchez Gavier (Argentina, Germania)
- Quando a terra foge, regia di Frederico Lobo (Portogallo, Spagna)
- Totemo mijikai, regia di Kōji Yamamura (Giappone)
- Very Gentle Work, regia di Nate Lavey (Stati Uniti d'America)

## Settimana internazionale della critica
La 63ª edizione della sezione parallela della Settimana internazionale della critica, si è svolta dal 15 al 23 maggio 2023, sotto la direzione artistica di Ava Cahen. Vi sono stati presentati i seguenti film, annunciati il 15 aprile 2024:

### Concorso

#### Lungometraggi
- Baby, regia di Marcelo Caetano (Belgio, Francia, Paesi Bassi)
- Blue Sun Palace, regia di Constance Tsang (Stati Uniti d'America)
- Chóng, regia di KEFF (Taiwan, Francia, Stati Uniti d'America)
- Julie ha un segreto (Julie zwijgt), regia di Leonardo Van Dijl (Belgio, Svizzera)
- La Pampa, regia di Antoine Chevrollier (Francia)
- Rafaʾat ʿaynī lil-samāʾ, regia di Nada Riyadh ed Ayman el-Amir (Egitto, Francia, Danimarca, Qatar, Arabia Saudita)
- Simon de la montaña, regia di Federico Luis (Argentina, Cile, Uruguay)

#### Cortometraggi
- Alazar, regia di Beza Hailu Lemma (Etiopia, Francia, Canada)
- Ayto poy zītame apo ena agalma einai na mīn kineitai, regia di Dafnīs Chairetakī (Grecia, Francia)
- Ella se queda, regia di Marinthia Gutiérrez Velazco (Messico)
- A menina e o pote, regia di Valentina Homem (Brasile)
- As minhas sensações são tudo o que tenho para oferecer, regia di Isadora Neves Marques (Portogallo)
- Montsouris, regia di Guil Sela (Francia)
- Noksan, regia di Cem Demirer (Turchia)
- Radikals, regia di Arvin Belarmino (Filippine, Stati Uniti d'America, Bangladesh, Francia)
- Supersilly, regia di Veronica Martiradonna (Francia)
- Taniec w Narożniku, regia di Jan Bujnowski (Polonia)

### Proiezioni speciali

#### Lungometraggi
- Animale, regia di Emma Benestan (Francia, Belgio, Arabia Saudita) - film di chiusura[9]
- Les Fantômes, regia di Jonathan Millet (Francia, Germania, Belgio) - film d'apertura[9]
- La Mer au loin, regia di Saïd Hamich Benlarbi (Francia, Marocco, Belgio)
- Les Reines du drame, regia di Alexis Langlois (Francia, Belgio)

#### Cortometraggi
- 1996 ou les Malheurs de Solveig, regia di Lucie Borleteau (Francia)
- Las novias del sur, regia di Elena López Riera (Spagna, Svizzera)
- Sannapäiv, regia di Anna Hints e Tushar Prakash (Estonia)

## Giurie
Le seguenti persone hanno fatto parte delle giurie delle varie sezioni del Festival:

### Concorso
- Greta Gerwig, regista, sceneggiatrice e attrice (Stati Uniti d'America) - Presidentessa di Giuria
- Juan Antonio Bayona, regista (Spagna)
- Ebru Ceylan, sceneggiatrice (Turchia)
- Pierfrancesco Favino, attore (Italia)
- Lily Gladstone, attrice (Stati Uniti d'America)
- Eva Green, attrice (Francia)
- Hirokazu Kore-eda, regista, sceneggiatore e produttore (Giappone)
- Nadine Labaki, attrice, regista e sceneggiatrice (Libano)
- Omar Sy, attore (Francia)

### Un Certain Regard
- Xavier Dolan, regista, sceneggiatore e attore (Canada) - Presidente di Giuria
- Maïmouna Doucouré, regista e sceneggiatrice (Francia, Senegal)
- Asmae El Moudir, regista e sceneggiatrice (Marocco)
- Vicky Krieps, attrice (Lussemburgo)
- Todd McCarthy, critico cinematografico (Stati Uniti d'America)

### Caméra d'or
- Baloji, rapper, regista e sceneggiatore (Congo, Belgio) - Presidente di Giuria
- Emmanuelle Béart, attrice (Francia) - Presidentessa di Giuria
- Gilles Porte, direttore della fotografia (Francia)
- Pascal Buron, DGM risorse umane & supporto del Gruppo TSF (Francia)
- Zoé Wittock, regista e sceneggiatrice (Belgio)
- Nathalie Chifflet, redattrice della sezione cinema & cultura del Gruppo EBRA e tesoriera del SFCC (Francia)

### Cinéfondation e cortometraggi
- Lubna Azabal, attrice (Belgio) - Presidentessa di Giuria
- Marie-Castille Mention-Schaar, regista e sceneggiatrice (Francia)
- Paolo Moretti, curatore artistico ex-delegato generale della Quinzaine des Réalisateurs (Italia)
- Claudine Nougaret, produttrice (Francia)
- Vladimir Perišić, regista e sceneggiatore (Serbia)

### Settimana internazionale della critica
- Rodrigo Sorogoyen, regista e sceneggiatore (Spagna) - Presidente di Giuria

### L'Œil d'or
- Nicolas Philibert, documentarista (Francia) - Presidente di Giuria

### Queer Palm
- Lukas Dhont, regista e sceneggiatore (Belgio) - Presidente di Giuria

## Palmarès

### Selezione ufficiale
Le giurie della selezione ufficiale hanno premiato i seguenti film:

#### Concorso
- Palma d'oro: Anora, regia di Sean Baker
- Grand Prix Speciale della Giuria: All We Imagine As Light - Amore a Mumbai (All We Imagine as Light), regia di Payal Kapadiya
- Prix de la mise en scène: Miguel Gomes per Grand Tour
- Prix du scénario: Coralie Fargeat per The Substance
- Prix d'interprétation féminine: Karla Sofía Gascón, Selena Gomez, Adriana Paz e Zoe Saldana per Emilia Pérez
- Prix d'interprétation masculine: Jesse Plemons per Kinds of Kindness
- Premio della giuria: Emilia Pérez, regia di Jacques Audiard
- Premio speciale: Il seme del fico sacro (Dāne-ye anjīr-e ma'ābed), regia di Mohammad Rasoulof
- Palma d'oro onoraria: George Lucas[1], Meryl Streep[15] e lo Studio Ghibli (accettato dal co-fondatore Toshio Suzuki[16])

#### Un Certain Regard
- Premio Un Certain Regard: Black Dog (Gǒu zhèn), regia di Guan Hu
- Premio della giuria: La storia di Souleymane (L'Histoire de Souleymane), regia di Boris Lojkine
- Miglior regia (ex aequo):
  - Roberto Minervini per I dannati (The Damned)
  - Rungano Nyoni per On Becoming a Guinea Fowl
- Miglior interpretazione (ex aequo): 
  - Abou Sangare per La storia di Souleymane (L'Histoire de Souleymane)
  - Onasuya Sengupto per The Shameless
- Prix de la jeunesse: Vingt Dieux, regia di Louise Courvoisier
- Menzione speciale della giuria: Nūra, regia di Tawfiq al-Zayidi

#### Cortometraggi
- Palma d'oro al miglior cortometraggio: Čovjek koji nije mogao šutjeti, regia di Nebojša Slijepčević
  - Menzione speciale: Mau por um momento, regia di Daniel Soares

#### Cinéfondation
- 1º posto: Sunflowers Were the First Ones to Know..., regia di Chidananda S. Naik della Film and Television Institute of India
- 2º posto (ex aequo):
  - The Chaos She Left Behind, regia di Nikos Kolioukos dell'Università Aristotele di Salonicco
  - Out the Window Through the Wall, regia di Asya Segalovich della Columbia University
- 3º posto: Bunnyhood, regia di Mansi Maheshwari della National Film and Television School

### Quinzaine des Cinéastes
La giuria della sezione parallela della Quinzaine des Cinéastes ha premiato i seguenti film:
- Premio Europa Cinema Label: Volveréis, regia di Jonás Trueba
- Premio SACD: Ma vie ma gueule, regia di Sophie Fillières

Inoltre, gli spettatori hanno premiato Une langue universelle di Matthew Rankin col premio del pubblico, mentre Andrea Arnold ha ricevuto la Carrosse d'or alla carriera.

### Settimana internazionale della critica
La giuria della sezione parallela della Settimana internazionale della critica ha premiato i seguenti film:
- Grand Prix della Settimana internazionale della critica: Simon de la montaña, regia di Federico Luis
- Premio French Touch della giuria: Blue Sun Palace, regia di Constance Tsang
- Premio Louis Roederer Foundation per la miglior scoperta: Ricardo Teodoro per Baby
- Premio SACD: Julie ha un segreto (Julie zwijgt), regia di Leonardo Van Dijl
- Aide Fondation Gan à la Diffusion: Julie ha un segreto (Julie zwijgt), regia di Leonardo Van Dijl
- Premio Leica Cine per la miglior scoperta (cortometraggio): Montsouris, regia di Guil Sela
- Premio Canal+ per il miglior cortometraggio: Noksan, regia di Cem Demirer

### Premi indipendenti
Altre giurie indipendenti hanno premiato i seguenti film:
- Caméra d'or: Armand, regia di Halfdan Ullmann Tøndel[14]
  - Menzione speciale: Báiyī cāng gǒu, regia di Chiang Wei-liang e You Qiao-yin[14]
- Premio FIPRESCI:
  - Concorso: Il seme del fico sacro (Dāne-ye anjīr-e ma'ābed), regia di Mohammad Rasoulof
  - Un Certain Regard: La storia di Souleymane (L'Histoire de Souleymane), regia di Boris Lojkine
  - Quinzaine des Cinéastes: Namibia no sabaku, regia di Yōko Yamanaka
- Premio della giuria ecumenica: Il seme del fico sacro (Dāne-ye anjīr-e ma'ābed), regia di Mohammad Rasoulof
- L'Œil d'or: Ernest Cole: Lost and Found, regia di Raoul Peck
  - Menzione speciale: Rafaʾat ʿaynī lil-samāʾ, regia di Nada Riyadh ed Ayman el-Amir
- Queer Palm: Trei kilometri până la capătul lumii, regia di Emanuel Pârvu
  - Cortometraggio Queer Palm: Las novias del sur, regia di Elena López Riera
- Premio François-Chalais: Il seme del fico sacro (Dāne-ye anjīr-e ma'ābed), regia di Mohammad Rasoulof
- Premio AFCAE: Il seme del fico sacro (Dāne-ye anjīr-e ma'ābed), regia di Mohammad Rasoulof
  - Menzione speciale: All We Imagine As Light - Amore a Mumbai (All We Imagine as Light), regia di Payal Kapadiya
- Cannes Soundtrack Award / Disque d'Or: Clément Ducol e Camille per Emilia Pérez
- Prix de la Citoyenneté: Bird, regia di Andrea Arnold
- Prix du Cinéma positif: Il dono più prezioso (La Plus Précieuse des marchandises), regia di Michel Hazanavicius
- Prix CST de l'Artiste-Technicien: Daria D'Antonio per Parthenope[14]
- Dog Palm: Kodi di Le Procès du chien
  - Menzione speciale: Xin di Black Dog (Gǒu zhèn)
- Premio Pierre-Angénieux: Santosh Sivan
- Trophée Chopard:
  - Rivelazione femminile: Sophie Wilde
  - Rivelazione maschile: Mike Faist